# Талавера (футбольний клуб)
«Талавера» (ісп. Talavera CF) — колишній іспанський футбольний клуб з міста Талавера-де-ла-Рейна, в провінції Толедо в автономній спільноті Кастилія-Ла-Манча. Домашні матчі проводив на стадіоні «Ель-Прадо», що вміщує 5 000 глядачів. В Прімері та Сегунді команда ніколи не виступала, найкращий результат — 2-ге місце в Сегунді Б у сезоні 1996/97. У зв'язку з фінансовими проблемами клуб пройшов процедуру банкрутства в серпні 2010 року, понизився в класі і змінив назву на «Club Deportivo Talavera». У серпні 2011 року клуби «Талавера» і «Сан-Пруденсіо» об'єднано в «Талавера де ла Рейну», що використовує стадіон, кольори та логотип оригінальної «Талавери».

## Сезони за дивизіонами
| Сезон     | Дивізіон         | Місце | Кубок Іспанії з футболу |
| --------- | ---------------- | ----- | ----------------------- |
| 1948—1962 | Регіональний     | —     |                         |
| 1962—1963 | Регіональний     | 6-те  |                         |
| 1963—1964 | Терсера Дивізіон | 4-те  |                         |
| 1964—1965 | Терсера Дивізіон | 2-ге  |                         |
| 1965—1966 | Терсера Дивізіон | 3-тє  |                         |
| 1966—1967 | Терсера Дивізіон | 8-ме  |                         |
| 1967—1968 | Терсера Дивізіон | 2-ге  |                         |
| 1968—1969 | Терсера Дивізіон | 12-те |                         |
| 1969—1970 | Терсера Дивізіон | 6-те  |                         |
| 1970—1971 | Терсера Дивізіон | 6-те  |                         |
| 1971—1972 | Терсера Дивізіон | 13-те |                         |
| 1972—1973 | Регіональний     | 3-тє  |                         |
| 1973—1974 | Регіональний     | 2-ге  |                         |
| 1974—1975 | Регіональний     | 1-ше  |                         |
| 1975—1976 | Терсера Дивізіон | 10-те |                         |
| 1976—1977 | Терсера Дивізіон | 16-те |                         |
| 1977—1978 | Терсера Дивізіон | 11-те |                         |

| Сезон     | Дивізіон           | Місце | Кубок Іспанії з футболу |
| --------- | ------------------ | ----- | ----------------------- |
| 1978—1979 | Терсера Дивізіон   | 2-ге  |                         |
| 1979—1980 | Терсера Дивізіон   | 8-ме  |                         |
| 1980—1981 | Терсера Дивізіон   | 14th  |                         |
| 1981—1982 | Терсера Дивізіон   | 2-ге  |                         |
| 1982–1983 | Сегунда Дивізіон Б | 6-те  |                         |
| 1983–1984 | Сегунда Дивізіон Б | 14-те |                         |
| 1984–1985 | Сегунда Дивізіон Б | 13-те |                         |
| 1985–1986 | Сегунда Дивізіон Б | 12-те |                         |
| 1986—1987 | Терсера Дивізіон   | 15-те |                         |
| 1987—1988 | Терсера Дивізіон   | 10-те |                         |
| 1988—1989 | Терсера Дивізіон   | 7-ме  |                         |
| 1989—1990 | Терсера Дивізіон   | 3-тє  |                         |
| 1990—1991 | Терсера Дивізіон   | 1-ше  |                         |
| 1991—1992 | Терсера Дивізіон   | 3-тє  |                         |
| 1992—1993 | Терсера Дивізіон   | 1-ше  |                         |
| 1993–1994 | Сегунда Дивізіон Б | 14-те |                         |

| Сезон     | Дивізіон           | Місце | Кубок Іспанії з футболу |
| --------- | ------------------ | ----- | ----------------------- |
| 1994–1995 | Сегунда Дивізіон Б | 5-те  |                         |
| 1995–1996 | Сегунда Дивізіон Б | 6-те  |                         |
| 1996–1997 | Сегунда Дивізіон Б | 2-ге  |                         |
| 1997–1998 | Сегунда Дивізіон Б | 4-те  |                         |
| 1998–1999 | Сегунда Дивізіон Б | 5-те  |                         |
| 1999–1900 | Сегунда Дивізіон Б | 16-те |                         |
| 2000–2001 | Сегунда Дивізіон Б | 14th  |                         |
| 2001–2002 | Сегунда Дивізіон Б | 15-те |                         |
| 2002–2003 | Сегунда Дивізіон Б | 10-те |                         |
| 2003–2004 | Сегунда Дивізіон Б | 11-те |                         |

| Сезон     | Дивізіон           | Місце | Кубок Іспанії з футболу |
| --------- | ------------------ | ----- | ----------------------- |
| 2004–2005 | Сегунда Дивізіон Б | 16-те |                         |
| 2005–2006 | Сегунда Дивізіон Б | 14-те |                         |
| 2006–2007 | Сегунда Дивізіон Б | 5-те  |                         |
| 2007–2008 | Сегунда Дивізіон Б | 19-те |                         |
| 2008–2009 | Терсера Дивізіон   | 13-те |                         |
| 2009–2010 | Терсера Дивізіон   | 4-те  |                         |

## Досягнення
- Терсера
  - Переможець (2): 1990/91, 1992/93